# Алконост
Алконост (рус. Алконост) је биће из митологије и фолклора Руса. Најранији приказ Алконости у литератури налази се у минијатури из 12. века. Ово митолошко биће је постало познато у споменицима древне руске књижевности.

## Етимологија назива
Назив Алконост потиче од имена старогрчког митолошког лика Алкионе (грч. ἀλκυών), девојке коју су грчки богови претворили у водомара.
Такође се могу пронаћи и други називи за Алконост, као што су: Аколностер (рус. Аколностъ), Алканостер (рус. Алканостъ), Алкион (рус. Алкион), Алконос (рус. Алконос), Алконотер (рус. Алконотъ), Алконст (рус. Алконст), Алерконостер (рус. Альконостъ), Алкуностер (рус. Алкуностъ) и Антоностер (рус. Антоностъ).

## Опис Алконости у митологији и народним предањима
У митологији и народним предањима Алконост описују као птицу са главом и грудима жене. Алконост има предиван, очаравајући глас и људи који су га чули, никада га неће заборавити. Она станује у ирију и људима преноси поруке са другог света. За разлику од Сирина не чини зло и није опасна по људе. Према предањима Алконост средином зиме (у вријеме Зимског солстицијума) полаже неколико јаја на обали мора, која се затим се спуштају у дубине мора. За то вријеме море је мирно, али након седам дана јаја ће да испливају на површину. Када јаја испливају на површину, Алоност их скупи и односи на обалу мора где леже над њима. Кад се јаја излегну, почиње бура и олуја. Самим тим Алконосту се приписује и утицај на временске прилике. У неким предањима се спомиње да су поједини људи успевали да украду излежена јаја Алконости и остављали их у црквама.
У модерном неопаганизму Алконост се представља као отелотворење божанства Хорса које има моћ да контролише временске прилике.